# Плавання на літніх Олімпійських іграх 2020
Змагання з плавання на літніх Олімпійських іграх 2020 року в Токіо мали відбутися з 25 липня по 6 серпня 2020 року в Олімпійському центрі водних видів спорту. Жіночий десятикілометровий марафон на відкритій воді мав відбутися 5 серпня, а відповідний чоловічий заплив — через 2 дні (7 серпня) в морському парку Одайба. Через пандемію COVID-19 ігри перенесено на 2021 рік. Однак офіційна назва залишилась «літні Олімпійські ігри 2020». Змагання з плавання відбулися 24 липня — 1 серпня 2021 року, а марафонське плавання — 7—8 серпня 2021 року.
Програма з плавання складається з рекордної кількості дисциплін — 37 (по 18 для кожної статі й 1 змішана). Порівняно з попередніми Іграми додано чоловічий заплив на 800 м вільним стилем, жіночий заплив на 1500 м вільним стилем і змішана естафета 4 × 100 м комплексом.

## Дисципліни
Програма з плавання на Олімпійських іграх 2020 року складається загалом з 37 дисциплін (по 18 серед чоловіків і жінок і 1 змішана), зокрема, два марафони на відкритій воді завдовжки 10 км. Це трохи більше, ніж 34 дисципліни на попередніх Олімпійських іграх. Змагання відбудуться в таких дисциплінах (всі змагання в басейні проводяться на довгій воді, а відстані подано в метрах, якщо не вказано інше):
- Вільний стиль: 50, 100, 200, 400, 800, і 1500.
- Плавання на спині: 100 і 200.
- Брас: 100 і 200.
- Батерфляй: 100 і 200.
- Індивідуальне комплексне плавання: 200 і 400.
- Естафети: 4 × 100 вільним стилем, 4 × 200 вільним стилем; 4 × 100 комплексом (чоловічі, жіночі та змішані).
- Марафон: 10 кілометрів

### Розклад
На відміну від попередніх Олімпійських ігор, розклад програми плавання складається з двох сегментів. Для змагань в басейні попередні змагання відбуватимуться ввечері, а півфінали і фінали — під час ранкової сесії наступного дня. Зазвичай навпаки, попередні змагання відбувались вранці, а фінали — ввечері. На цих Олімпійських іграх така зміна розкладу відбулась через попередній запит американської телекомпанії NBC (NBC заплатив великі гроші за права на трансляції Олімпіади, тому МОК дозволив NBC впливати на розклад, щоб максимально збільшити американські телевізійні рейтинги, коли це можливо. 7 травня 2014 року NBC погодився заплатити $7,75 млрд за продовження контракту на трансляцію Ігор до 2032 року включно. Ця телекомпанія є одним із найважливіших джерел доходів МОК, тож фінали в кожній дисципліні буде показано в прямому ефірі в США.
| З | Попередні запливи | ½ | Півфінали | Ф | Фінал |

Р = ранкова сесія, що починається о 10:30 за місцевим часом (01:30 UTC).

В = вечірня сесія, що починається о 19:00 за місцевим часом (10:00 UTC).
| Дата →                          | 24 лип | 24 лип | 25 лип | 25 лип | 26 лип | 26 лип | 27 лип | 27 лип | 28 лип | 28 лип | 29 лип | 29 лип | 30 лип | 30 лип | 31 лип | 31 лип | 1 сер | 1 сер | 5 сер | 5 сер |
| Дисципліна ↓                    | Р      | В      | Р      | В      | Р      | В      | Р      | В      | Р      | В      | Р      | В      | Р      | В      | Р      | В      | Р     | В     | Р     | В     |
| ------------------------------- | ------ | ------ | ------ | ------ | ------ | ------ | ------ | ------ | ------ | ------ | ------ | ------ | ------ | ------ | ------ | ------ | ----- | ----- | ----- | ----- |
| 50 м вільним стилем             |        |        |        |        |        |        |        |        |        |        |        |        |        | З      | ½      |        | Ф     |       |       |       |
| 100 м вільним стилем            |        |        |        |        |        |        |        | З      | ½      |        | Ф      |        |        |        |        |        |       |       |       |       |
| 200 м вільним стилем            |        |        |        | З      | ½      |        | Ф      |        |        |        |        |        |        |        |        |        |       |       |       |       |
| 400 м вільним стилем            |        | З      | Ф      |        |        |        |        |        |        |        |        |        |        |        |        |        |       |       |       |       |
| 800 м вільним стилем            |        |        |        |        |        |        |        | З      |        |        | Ф      |        |        |        |        |        |       |       |       |       |
| 1500 м вільним стилем           |        |        |        |        |        |        |        |        |        |        |        |        |        | З      |        |        | Ф     |       |       |       |
| 100 м на спині                  |        |        |        | З      | ½      |        | Ф      |        |        |        |        |        |        |        |        |        |       |       |       |       |
| 200 м на спині                  |        |        |        |        |        |        |        |        |        | З      | ½      |        | Ф      |        |        |        |       |       |       |       |
| 100 м брасом                    |        | З      | ½      |        | Ф      |        |        |        |        |        |        |        |        |        |        |        |       |       |       |       |
| 200 м брасом                    |        |        |        |        |        |        |        | З      | ½      |        | Ф      |        |        |        |        |        |       |       |       |       |
| 100 м батерфляєм                |        |        |        |        |        |        |        |        |        |        |        | З      | ½      |        | Ф      |        |       |       |       |       |
| 200 м батерфляєм                |        |        |        |        |        | З      | ½      |        | Ф      |        |        |        |        |        |        |        |       |       |       |       |
| 200 м комплексом                |        |        |        |        |        |        |        |        |        | З      | ½      |        | Ф      |        |        |        |       |       |       |       |
| 400 м комплексом                |        | З      | Ф      |        |        |        |        |        |        |        |        |        |        |        |        |        |       |       |       |       |
| естафета 4×100 м вільним стилем |        |        |        | З      | Ф      |        |        |        |        |        |        |        |        |        |        |        |       |       |       |       |
| естафета 4×200 м вільним стилем |        |        |        |        |        |        |        | З      | Ф      |        |        |        |        |        |        |        |       |       |       |       |
| естафета 4×100 м комплексом     |        |        |        |        |        |        |        |        |        |        |        |        |        | З      |        |        | Ф     |       |       |       |
| 10 км                           |        |        |        |        |        |        |        |        |        |        |        |        |        |        |        |        |       |       | Ф     |       |

| Дата →                          | 24 лип | 24 лип | 25 лип | 25 лип | 26 лип | 26 лип | 27 лип | 27 лип | 28 лип | 28 лип | 29 лип | 29 лип | 30 лип | 30 лип | 31 лип | 31 лип | 1 сер | 1 сер | 4 сер | 4 сер |
| Дисципліна ↓                    | Р      | В      | Р      | В      | Р      | В      | Р      | В      | Р      | В      | Р      | В      | Р      | В      | Р      | В      | Р     | В     | Р     | В     |
| ------------------------------- | ------ | ------ | ------ | ------ | ------ | ------ | ------ | ------ | ------ | ------ | ------ | ------ | ------ | ------ | ------ | ------ | ----- | ----- | ----- | ----- |
| 50 м вільним стилем             |        |        |        |        |        |        |        |        |        |        |        |        |        | З      | ½      |        | Ф     |       |       |       |
| 100 м вільним стилем            |        |        |        |        |        |        |        |        |        | З      | ½      |        | Ф      |        |        |        |       |       |       |       |
| 200 м вільним стилем            |        |        |        |        |        | З      | ½      |        | Ф      |        |        |        |        |        |        |        |       |       |       |       |
| 400 м вільним стилем            |        |        |        | З      | Ф      |        |        |        |        |        |        |        |        |        |        |        |       |       |       |       |
| 800 м вільним стилем            |        |        |        |        |        |        |        |        |        |        |        | З      |        |        | Ф      |        |       |       |       |       |
| 1500 м вільним стилем           |        |        |        |        |        | З      |        |        | Ф      |        |        |        |        |        |        |        |       |       |       |       |
| 100 м на спині                  |        |        |        | З      | ½      |        | Ф      |        |        |        |        |        |        |        |        |        |       |       |       |       |
| 200 м на спині                  |        |        |        |        |        |        |        |        |        |        |        | З      | ½      |        | Ф      |        |       |       |       |       |
| 100 м брасом                    |        |        |        | З      | ½      |        | Ф      |        |        |        |        |        |        |        |        |        |       |       |       |       |
| 200 м брасом                    |        |        |        |        |        |        |        |        |        | З      | ½      |        | Ф      |        |        |        |       |       |       |       |
| 100 м батерфляєм                |        | З      | ½      |        | Ф      |        |        |        |        |        |        |        |        |        |        |        |       |       |       |       |
| 200 м батерфляєм                |        |        |        |        |        |        |        | З      | ½      |        | Ф      |        |        |        |        |        |       |       |       |       |
| 200 м комплексом                |        |        |        |        |        | З      | ½      |        | Ф      |        |        |        |        |        |        |        |       |       |       |       |
| 400 м комплексом                |        | З      | Ф      |        |        |        |        |        |        |        |        |        |        |        |        |        |       |       |       |       |
| естафета 4×100 м вільним стилем |        | З      | Ф      |        |        |        |        |        |        |        |        |        |        |        |        |        |       |       |       |       |
| естафета 4×200 м вільним стилем |        |        |        |        |        |        |        |        |        | З      | Ф      |        |        |        |        |        |       |       |       |       |
| естафета 4×100 м комплексом     |        |        |        |        |        |        |        |        |        |        |        |        |        | З      |        |        | Ф     |       |       |       |
| 10 км                           |        |        |        |        |        |        |        |        |        |        |        |        |        |        |        |        |       |       | Ф     |       |

| Дата →                      | 24 лип | 24 лип | 25 лип | 25 лип | 26 лип | 26 лип | 27 лип | 27 лип | 28 лип | 28 лип | 29 лип | 29 лип | 30 лип | 30 лип | 31 лип | 31 лип | 1 сер | 1 сер | 4 сер | 4 сер |
| Дисципліна ↓                | Р      | В      | Р      | В      | Р      | В      | Р      | В      | Р      | В      | Р      | В      | Р      | В      | Р      | В      | Р     | В     | Р     | В     |
| --------------------------- | ------ | ------ | ------ | ------ | ------ | ------ | ------ | ------ | ------ | ------ | ------ | ------ | ------ | ------ | ------ | ------ | ----- | ----- | ----- | ----- |
| естафета 4×100 м комплексом |        |        |        |        |        |        |        |        |        |        |        | З      |        |        | Ф      |        |       |       |       |       |

## Участь

### Країни, що беруть участь
Японія, як країна-господарка, отримала гарантовану квоту навіть у тому разі, якщо вона не претендувала на будь-які кваліфікаційні квоти.

## Медалі

### Таблиця медалей
*   Країна-господарка (Японія)
| Місце               | Країна                          | Золото | Срібло | Бронза | Загалом |
| ------------------- | ------------------------------- | ------ | ------ | ------ | ------- |
| 1                   | США                             | 11     | 10     | 9      | 30      |
| 2                   | Австралія                       | 9      | 3      | 9      | 21      |
| 3                   | Велика Британія                 | 4      | 3      | 1      | 8       |
| 4                   | Китай                           | 3      | 2      | 1      | 6       |
| 5                   | Олімпійський комітет Росії      | 2      | 2      | 1      | 5       |
| 6                   | Японія*                         | 2      | 1      | 0      | 3       |
| 7                   | Канада                          | 1      | 3      | 2      | 6       |
| 8                   | Угорщина                        | 1      | 2      | 0      | 3       |
| 9                   | Південно-Африканська Республіка | 1      | 1      | 0      | 2       |
| 10                  | Бразилія                        | 1      | 0      | 2      | 3       |
| 10                  | Німеччина                       | 1      | 0      | 2      | 3       |
| 12                  | Туніс                           | 1      | 0      | 0      | 1       |
| 13                  | Нідерланди                      | 0      | 3      | 0      | 3       |
| 14                  | Італія                          | 0      | 2      | 5      | 7       |
| 15                  | Гонконг                         | 0      | 2      | 0      | 2       |
| 16                  | Україна                         | 0      | 1      | 1      | 2       |
| 17                  | Франція                         | 0      | 1      | 0      | 1       |
| 17                  | Швеція                          | 0      | 1      | 0      | 1       |
| 19                  | Швейцарія                       | 0      | 0      | 2      | 2       |
| 20                  | Данія                           | 0      | 0      | 1      | 1       |
| 20                  | Фінляндія                       | 0      | 0      | 1      | 1       |
| Загалом (21 збірна) | Загалом (21 збірна)             | 37     | 37     | 37     | 111     |

### Чоловічі дисципліни
| Дисципліни | Золото | Золото | Срібло | Срібло | Бронза | Бронза |
| --- | --- | --- | --- | --- | --- | --- |
| 50 м вільним стилем | Кайлеб Дрессел (USA) | 21.07 OR | Флоран Маноду (FRA) | 21.55 | Бруно Фратус (BRA) | 21.57 |
| 100 м вільним стилем | Кайлеб Дрессел (USA) | 47.02 OR | Кайл Чалмерс (AUS) | 47.08 | Климент Колесников (ROC)                                                                                                | 47.44 |
| 200 м вільним стилем | Томас Дін (GBR) | 1:44.22 | Данкан Скотт (GBR) | 1:44.26 | Фернандо Шеффер (BRA)                                                                                                   | 1:44.60 SA |
| 400 м вільним стилем | Ахмед Аюб Хафнауї (TUN) | 3:43.36 | Джек Маклафлін (AUS) | 3:43.52 | Кіран Сміт (USA) | 3:43.94 |
| 800 м вільним стилем | Роберт Фінк (USA) | 7:41.87 NR | Грегоріо Пальтріньєрі (ITA) | 7:42.11 | Михайло Романчук (UKR)                                                                                                  | 7:42.33 |
| 1500 м вільним стилем | Роберт Фінк (USA) | 14:39.65 | Михайло Романчук (UKR) | 14:40.66 | Флоріан Веллброк (GER)                                                                                                  | 14:40.91 |
| | | | | | | |
| 100 м на спині | Євген Рилов (ROC) | 51.98 ER | Климент Колесников (ROC) | 52.00 | Раян Мерфі (USA) | 52.19 |
| 200 м на спині | Євген Рилов (ROC) | 1:53.27 OR | Раян Мерфі (USA) | 1:54.15 | Люк Грінбенк (GBR) | 1:54.72 |
| | | | | | | |
| 100 м брасом | Адам Піті (GBR) | 57.37 | Арно Каммінга (NED) | 58.00 | Ніколо Мартіненьї (ITA)                                                                                                 | 58.33 |
| 200 м брасом | Зак Стабблеті-Кук (AUS) | 2:06.38 OR | Арно Каммінга (NED) | 2:07.01 | Матті Маттссон (FIN) | 2:07.13 |
| | | | | | | |
| 100 м батерфляєм | Кайлеб Дрессел (USA) | 49.45 WR | Кріштоф Мілак (HUN) | 49.68 ER | Ное Понті (SUI) | 50.74 NR |
| 200 м батерфляєм | Кріштоф Мілак (HUN) | 1:51.25 OR | Томору Хонда (JPN) | 1:53.73 | Федеріко Бурдіссо (ITA)                                                                                                 | 1:54.45 |
| | | | | | | |
| 200 м комплексом | Ван Шунь (CHN) | 1:55.00 AS | Данкан Скотт (GBR) | 1:55.28 | Жеремі Депланш (SUI) | 1:56.17 |
| 400 м комплексом | Чейз Каліш (USA) | 4:09.42 | Джей Літерланд (USA) | 4:10.28 | Брендон Сміт (AUS) | 4:10.38 |
| | | | | | | |
| естафета 4 × 100 м вільним стилем | США (USA) Кайлеб Дрессел (47.26) Блейк П'єроні (47.58) Боув Беккер (47.44) Зак Еппл (46.69) Брукс Керрі[a]                                                 | 3:08.97 | Італія (ITA) Алессандро Мірессі (47.72) Томас Чеккон (47.45) Лоренцо Дзадзері (47.31) Мануель Фріго (47.63) Санто Кондореллі[a] | 3:10.11 | Австралія (AUS) Метью Темпл (48.07) Зак Інсерті (47.55) Александер Грем (48.16) Кайл Чалмерс (46.44) Кемерон Макевой[a] | 3:10.22 |
| естафета 4 × 200 м вільним стилем | естафета 4 × 200 м вільним стилем | Велика Британія (GBR) Томас Дін (1:45.72) Джеймс Гай (1:44.40) Метью Річардс (1:45.01) Данкан Скотт (1:43.45) Келум Джарвіс[a] | 6:58.58 ER | Олімпійський комітет Росії (ROC) Мартин Малютін (1:45.69) Іван Гірьов (1:45.63) Євген Рилов (1:45.26) Михайло Довгалюк (1:45.23) Олександр Красних[a] Михайло Вековищев[a] | 7:01.81 | Австралія (AUS) Александер Грем (1:46.00) Кайл Чалмерс (1:45.35) Зак Інсерті (1:45.75) Томас Нілл (1:44.74) Мак Гортон[a] Елайджа Віннінґтон[a] |
| естафета 4 × 100 комплексом | США (USA) Раян Мерфі (52.31) Майкл Ендрю (58.49) Кайлеб Дрессел (49.03) Зак Еппл (46.95) Гантер Армстронґ[a] Ендрю Вілсон[a] Том Шілдс[a] Блейк П'єроні[a] | 3:26.78 WR | Велика Британія (GBR) Люк Грінбенк (53.63) Адам Піті (56.53) Джеймс Гай (50.27) Данкан Скотт (47.08) Джеймс Вілбі[a]            | 3:27.51 ER | Італія (ITA) Томас Чеккон (52.52) Ніколо Мартіненьї (58.11) Федеріко Бурдіссо (51.07) Алессандро Мірессі (47.47)        | 3:29.17 |
| | | | | | | |
| 10 км на відкритій воді | Флоріан Веллброк (GER) | 1:48:33.7 | Кріштоф Рашовскі (HUN) | 1:48:59.0 | Грегоріо Пальтріньєрі (ITA)                                                                                             | 1:49:01.1 |
| AF Рекорд Африки \| AM Рекорд Америки \| AS Рекорд Азії \| ER Рекорд Європи \| OC Рекорд Океанії \| OR Олімпійський рекорд \| WJR Світовий юніорський рекорд \| WR Світовий рекорд NR Національний рекорд (Будь-який світовий рекорд це, водночас, олімпійський, континентальний і національний рекорд. Континентальні рекорди є, водночас, і національними.) | | | | | | |

a Плавці, які брали участь тільки в запливах і здобули медалі.

### Жіночі дисципліни
| Дисципліни | Золото | Золото     | Срібло | Срібло     | Бронза | Бронза     |
| --- | --- | ---------- | --- | ---------- | --- | ---------- |
| 50 м вільним стилем | Емма Маккеон (AUS) | 23.81 OR   | Сара Шестрем (SWE) | 24.07      | Пернілле Блуме (DEN) | 24.21      |
| 100 м вільним стилем | Емма Маккеон (AUS) | 51.96 OR   | Шівон Хогі (HKG) | 52.27 AS   | Кейт Кемпбелл (AUS) | 52.52      |
| 200 м вільним стилем | Аріарн Тітмус (AUS) | 1:53.50 OR | Шівон Хогі (HKG) | 1:53.92 AS | Пенні Олексяк (CAN) | 1:54.70    |
| 400 м вільним стилем | Аріарн Тітмус (AUS) | 3:56.69 OC | Кейті Ледекі (USA) | 3:57.36    | Лі Бінцзє (CHN) | 4:01.08 AS |
| 800 м вільним стилем | Кейті Ледекі (USA) | 8:12.57    | Аріарн Тітмус (AUS) | 8:13.83 OC | Сімона Квадарелла (ITA) | 8:18.35    |
| 1500 м вільним стилем | Кейті Ледекі (USA) | 15:37.34   | Еріка Салліван (USA) | 15:41.41   | Сара Келер (GER) | 15:42.91   |
| | |            | |            | |            |
| 100 м на спині | Кейлі Маккіон (AUS) | 57.47 OR   | Кайлі Масс (CAN) | 57.72      | Реган Сміт (USA) | 58.05      |
| 200 м на спині | Кейлі Маккіон (AUS) | 2:04.68    | Кайлі Масс (CAN) | 2:05.42    | Емілі Сібом (AUS) | 2:06.17    |
| | |            | |            | |            |
| 100 м брасом | Лідія Джейкобі (USA) | 1:04.95    | Татьяна Шенмейкер (RSA) | 1:05.22    | Ліллі Кінг (USA) | 1:05.54    |
| 200 м брасом | Татьяна Шенмейкер (RSA) | 2:18.95 WR | Ліллі Кінг (USA) | 2:19.92    | Енні Лейзор (USA) | 2:20.84    |
| | |            | |            | |            |
| 100 м батерфляєм | Меґґі Мак-Ніл (CAN) | 55.59 AM   | Чжан Юйфей (CHN) | 55.64      | Емма Маккеон (AUS) | 55.72 OC   |
| 200 м батерфляєм | Чжан Юйфей (CHN) | 2:03.86 OR | Реган Сміт (USA) | 2:05.30    | Галі Флікінджер (USA) | 2:05.65    |
| | |            | |            | |            |
| 200 м комплексом | Охасі Юї (JPN) | 2:08.52    | Алекс Волш (USA) | 2:08.65    | Кейт Даґласс (USA) | 2:09.04    |
| 400 м комплексом | Охасі Юї (JPN) | 4:32.08    | Емма Веянт (USA) | 4:32.76    | Галі Флікінджер (USA) | 4:34.90    |
| | |            | |            | |            |
| естафета 4 × 100 м вільним стилем | Австралія (AUS) Бронте Кемпбелл (53.01) Меґ Гарріс (53.09) Емма Маккеон (51.35) Кейт Кемпбелл (52.24) Моллі О'Каллаган[b] Медісон Вілсон[b]                    | 3:29.69 WR | Канада (CAN) Кайла Санчес (53.42) Меґґі Мак-Ніл (53.47) Ребекка Сміт (53.63) Пенні Олексяк (52.26) Тейлор Рак[b]                                        | 3:32.78    | США (USA) Еріка Браун (54.02) Еббі Вейтцейл (52.68) Наталі Гіндс (53.15) Сімоне Мануель (52.96) Кеті Делуф[b] Еллісон Шмітт[b] Олівія Смоліга[b]                              | 3:32.81    |
| естафета 4 × 200 м вільним стилем | Китай (CHN) Ян Цзюньсюань (1:54.37) Тан Мухань (1:55.00) Чжан Юйфей (1:55.66) Лі Бінцзє (1:55.30) Чжан Їфань[b] Дун Цзє[b]                                     | 7:40.33 WR | США (USA) Еллісон Шмітт (1:56.34) Пейдж Мадден (1:55.25) Кейті Маклафлін (1:55.38) Кейті Ледекі (1:53.76) Белла Сімс[b] Брук Форд[b]                    | 7:40.73 AM | Австралія (AUS) Аріарн Тітмус (1:54.51) Емма Маккеон (1:55.31) Медісон Вілсон (1:55.62) Ліа Ніл (1:55.85) Моллі О'Каллаган[b] Меґ Гарріс[b] Бріанна Тросселл[b] Темзін Кук[b] | 7:41.29 OC |
| естафета 4 × 100 комплексом | Австралія (AUS) Кейлі Маккіон (58.01) Челсі Годжес (1:05.57) Емма Маккеон (55.91) Кейт Кемпбелл (52.11) Емілі Сібом[b] Бріанна Тросселл[b] Моллі О'Каллаган[b] | 3:51.60 OR | США (USA) Реган Сміт (58.05) Лідія Джейкобі (1:05.03) Торрі Гаск (56.16) Еббі Вейтцейл (52.49) Раян Вайт[b] Ліллі Кінг[b] Клер Курзан[b] Еріка Браун[b] | 3:51.73    | Канада (CAN) Кайлі Масс (57.90) Сідні Пікрем (1:07.17) Меґґі Мак-Ніл (55.27) Пенні Олексяк (52.26) Тейлор Рак[b] Кайла Санчес[b]                                              | 3:52.60    |
| | |            | |            | |            |
| 10 км на відкритій воді | Ана Марсела Куня (BRA) | 1:59:30.8  | Шарон ван Раувендал (NED) | 1:59:31.7  | Каріна Лі (AUS) | 1:59:32.5  |
| AF Рекорд Африки \| AM Рекорд Америки \| AS Рекорд Азії \| ER Рекорд Європи \| OC Рекорд Океанії \| OR Олімпійський рекорд \| WJR Світовий юніорський рекорд \| WR Світовий рекорд NR Національний рекорд (Будь-який світовий рекорд це, водночас, олімпійський, континентальний і національний рекорд. Континентальні рекорди є, водночас, і національними.) | |            | |            | |            |

b Плавчині, які брали участь тільки в запливах і здобули медалі.

### Змішані дисципліни
| Дисципліни | Золото | Золото     | Срібло                                                                                   | Срібло  | Бронза | Бронза  |
| --- | --- | ---------- | ---------------------------------------------------------------------------------------- | ------- | --- | ------- |
| естафета 4 × 100 комплексом | Велика Британія (GBR) Кетлін Доусон (58.80) Адам Піті (56.78) Джеймс Гай (50.00) Анна Гопкін (52.00) Фрея Андерсон[c] | 3:37.58 WR | Китай (CHN) Сюй Цзяюй (52.56) Ян Цзібей (58.11) Чжан Юйфей (55.48) Ян Цзюньсюань (52.71) | 3:38.86 | Австралія (AUS) Кейлі Маккіон (58.14) Зак Стабблеті-Кук (58.82) Метью Темпл (50.26) Емма Маккеон (51.76) Айзек Купер[c] Бріанна Тросселл[c] Бронте Кемпбелл[c] | 3:38.95 |
| AF Рекорд Африки \| AM Рекорд Америки \| AS Рекорд Азії \| ER Рекорд Європи \| OC Рекорд Океанії \| OR Олімпійський рекорд \| WJR Світовий юніорський рекорд \| WR Світовий рекорд NR Національний рекорд (Будь-який світовий рекорд це, водночас, олімпійський, континентальний і національний рекорд. Континентальні рекорди є, водночас, і національними.) | |            |                                                                                          |         | |         |

b Плавці та плавчині, які брали участь тільки в запливах і здобули медалі.